# Aurelia limbata
Aurelia limbata is een schijfkwal uit de familie Ulmaridae. De kwal komt uit het geslacht Aurelia. Aurelia limbata werd in 1835 voor het eerst wetenschappelijk beschreven door Brandt. 